# Пщина
Пщи́на (пол. Pszczyna), Плес, Плесс (нем. Pleß, Pless) — город в Польше, входит в Силезское воеводство, Пщинский повят. Имеет статус городско-сельской гмины. Занимает площадь 21,86 км². Население — 25 415 человек (на 2010 год).
Город был центром княжества Плес (Пщинского), одного из силезских княжеств, существовавшего до 1921 года.
Город стоит на реке Пщинка (Pszczynka), левом притоке Вислы, на слегка всхолмлённой равнине с преобладанием песчаных почв, неподалёку находится крупнейшее в южной Польше водохранилище — озеро Гочалковицке (Jezioro Goczałkowickie), заметно влияющее на климат города.
В городе есть протестантская община, насчитывающая 1500 прихожан, действуют 4 католические и 3 протестантские церкви.

## История
Первое упоминание Пщины в письменных источниках относится к 1303 году, скорее всего, место было населено по крайней мере за век до того. Через Пщину проходил торговый путь из Киевской Руси к Моравским Воротам.
С 1181 по 1327 год — под властью опольско-ратиборской ветви Пястов, затем под суверенитетом Богемии переходит к Пржемысловичам.
В 1433 году гуситы осаждали замок Яна II Железного, но были отбиты.
До 1517 года город так или иначе принадлежал князьям из Пястов, с 1548 по 1765 годы — владение протестантского рода Промниц (нем. Promnitz). Во время Тридцатилетней войны город был разрушен и разграблен. С середины XVIII века, вместе с княжеством, город входит в состав Пруссии, становится владением рода князей Ангальт-Кётенских до 1846 года, когда последний представитель рода, Генрих Ангальт-Кётенский, продал княжество.
Во время Первой мировой войны здесь находилась штаб-квартира императора Вильгельма II.
Во время Верхнесилезского плебисцита 1921 года большинство горожан проголосовали за вхождение в состав Германии, в то время как 75 % населения княжества Плес в целом проголосовали за Польшу. 29 мая 1922 года город был занят польскими войсками и вошёл во Вторую Польскую Республику.
В 1939 году, во время Пограничного сражения, в городе и окрестностях разыгрались бои за Пщину (пол. Bitwa pszczyńska).
В январе 1945 года, во время «марша смерти» из Освенцима через Пщину, многие из заключённых умерли от истощения или были убиты на улицах Пщины. Жертвы были похоронены в братской могиле на местном кладбище Святого Креста. В память о них улица, ведущая к дороге на Освенцим, получила название «улица Мучеников Освенцима».

## Экономика
В XVIII веке — крупный центр сукноделия, помимо мастеров-сукноделов, в городе работает вязальная мануфактура. Издавна в окрестностях города развито прудовое рыбоводство, основная разводимая рыба — карп. В Пщине имеются предприятия машиностроительной, пищевой, деревообрабатывающей промышленности и несколько НИИ, железнодорожная станция на 2 ветках.
Около города находится природный заповедник (резерват) Пщина с питомником зубров.

## Архитектура
В центре города расположена Рыночная площадь, одна из самых красивых в Силезии. На площадь выходят здание ратуши и протестантский костёл в стиле необарокко, а также жилые каменные дома XVIII и XIX веков. Застройка центральной части характерна для средневековых городов.
Городские достопримечательности:
- Пщинский замок (пол. Zamek w Pszczynie), предположительно основанный в XIII веке, после многократных перестроек доминирующий стиль — барокко. Вошёл в составленный в 2009 году список «Семи архитектурных чудес Силезского воеводства»[8].
- Костёл Всех Святых XIV века. Перестроен в XVIII веке в стиле позднего барокко[9].
- Замковый парк, преобразованный в английский пейзажный парк в XIX веке. Составляет часть Пщинского парка площадью 156 га[10].
- Здание княжеской администрации, построенное в XIX веке в стиле неоготики. Во время Первой мировой войны здесь находилась штаб-квартира императора Вильгельма II[11].
- Выставочный загон зубров[12].

## Города-побратимы
- — Голешов — Чехия

## Фотографии
- Рынок
- Замок
- Ратуша
- Парк